# 保罗·普奇
保罗·普奇（義大利語：Paolo Pucci，1935年4月21日—），意大利男子游泳、水球运动员。他曾代表意大利国家队参加1956年夏季奥林匹克运动会游泳和水球比赛，其中水球比赛获得第四名。